# Walckenaeria vilbasteae
Walckenaeria vilbasteae är en spindelart som beskrevs av Jörg Wunderlich 1979. Walckenaeria vilbasteae ingår i släktet Walckenaeria och familjen täckvävarspindlar. Inga underarter finns listade i Catalogue of Life.